# Douglas Cochrane, 12.º conde de Dundonald
O tenente-general Douglas Mackinnon Baillie Hamilton Cochrane, 12º conde de Dundonald, KCB, KCVO (29 de outubro de 1852 - 12 de abril de 1935), denominado Lord Cochrane entre 1860 e 1885, era um par escocês e um general do exército britânico. 

## Biografia
Cochrane foi o segundo, mas o filho mais velho sobrevivente de Thomas Cochrane, 11.º conde de Dundonald e de Louisa Harriet Mackinnon, filha de William Alexander Mackinnon. Thomas Cochrane, 1.º Barão Cochrane de Cults, era seu irmão mais novo. Ele foi educado no Eton College.

## Carreira militar
Cochrane foi contratado no Life Guards em julho de 1870 e foi promovido a tenente no ano seguinte e capitão em 1878. Ele serviu na Expedição do Nilo, a Marcha do Deserto e o Alívio de Cartum em 1885. Ele foi nomeado comandante do 2º Life Guards em 1895.
Ele serviu na Segunda Guerra dos Boers e, em novembro de 1899, foi nomeado Comandante da Brigada Montada, parte da Força de Campo do Sul de Natal. Ele participou do Alívio de Ladysmith em fevereiro de 1900, embora suas tropas sul-africanas, não impressionadas com sua liderança, se referissem a ele como "Dundoodle".
Em abril de 1902, anunciou-se que Lord Dundonald seria nomeado Diretor Geral comandando a Milícia do Canadá, o oficial militar sênior no Canadá. Ele saiu de Liverpool em 15 de julho e chegou a Quebec e Ottawa mais tarde no mesmo mês para ocupar sua posição. Lady Dundonald se juntou a ele em Ottawa, onde ficaram em Crichton-lodge. Ele serviu no Canadá por dois anos.
Mais tarde, ele serviu na Primeira Guerra Mundial como Presidente do Comitê de Almirantado em Telas de Fumo em 1915.
Lord Dundonald foi nomeado Comandante da Royal Victorian Order (CVO) em dezembro de 1901, e, em junho de 1907, foi nomeado Cavaleiro Comandante (KCVO) da ordem.
Dundonald Park, em Centretown, Ottawa, recebe o nome dele.

## Família
Lord Dundonald casou-se com Winifred Bamford-Hesketh, filha de Robert Bamford-Hesketh, em 1878. Eles tiveram dois filhos e três filhas. A família viveu por muitos anos no castelo de Gwrych, no norte do País de Gales, a sede da família Bamford-Hesketh. A condessa de Dundonald não acompanhou o marido ao Canadá. Ela morreu em janeiro de 1924. Lord Dundonald morreu em sua casa em Wimbledon em abril de 1935, com 82 anos, e foi sucedido no condado pelo seu filho mais velho, Thomas. Ele está enterrado no cemitério de Achnaba, Ardchattan, perto de Benderloch, Lorne, Argyll & Bute.